# Одержимі мрією (телесеріал)
Одержимі мрією (кор. 드림하이) — телевізійний серіал, створений в Південній Кореї відомим корейським режисером Лі Юнг Боком в 2011 році, у жанрі  — мелодрама, драма, музичний фільм. Серіал складається з 16 серій, кожна по 65 хвилин. Дія серіалу розгортаються у Вищій школі мистецтв. Це драма про життя студентів, що прагнуть до слави.

## Сюжет
Вища школа мистецтв Кірін славиться своїми високими стандартами по всій Кореї, а також цінується серед відомих компаній Америки і Японії. Багато мріють там вчитися, але вступити туди можуть лише найкращі з найкращих, і ті, кому Кіріна, «привид», який запалює таланти, дає шанс.
До Хе Мі — найпопулярніша дівчина школи. Впевнена на людях, але з сумним минулим в очах. Вона мріяла про світову славу вокалістки виконує класику, але після розлучення батьків у неї не було іншого виходу, як поступити у Вищу школу мистецтв. Але вона зовсім не мріє там навчатися, вона марить про славу оперної співачки і навчання у Канаді. Однак кредитори її батька не залишають особливого вибору: для того, щоб повернути борг, їй необхідно вступити в Кірін і стати зіркою. Сповнена впевненості в легкому надходження і власному таланті вона приходить на прослуховування і … провалюється. Але загадковий директор дає їй ще один шанс, і для того, щоб бути зарахованою, їй потрібно умовити надійти разом з нею в Кірін сільського хлопця, який ненавидить спів і впертого, але талановитого танцівника без особливої мети в житті… Так починається довгий шлях Хе Мі та її друзів до розуміння того, якими треба бути, для того, щоб стати справжніми зірками і своєю творчістю запалювати серця людей.
Сон Сам Дон (Кім Су Хен) — сільський хлопець, який мріє про своїй власній фермі. Але закохавшись з першого погляду в Ко Хе Мі (Сюзі), слід за нею у Вищу школу мистецтв, де відкриває в собі музичний талант.
Чжин Гук (Пек) — неймовірно обдарований танцюрист і при цьому головний біль своєї школи. Директор Вищої школи мистецтва пропонує йому записатися на заняття. Надійшовши в цю школу, Чжин розвиває свій талант і мріє стати знаменитим.
Студент по обміну Джейсон (Уєн) приїжджає в Вищу школу мистецтв, отримавши найвищі бали при зарахуванні. Його мета — показати себе, як видатного танцюриста.

## Персонажі

### Головні герої
- Ок Тхек Йон у ролі Чін Гука
- Кім Су Хьон у ролі Сон Сам Дона
- Пе Сюзі у ролі Ко Хе Мі
- Чан У Йон у ролі Джейсона
- Хам Ин Чон у ролі Юн Бек Хі
- IU у ролі Кім Піль Сук
- Ом Кі Джун у ролі Кан О Хьок

### Герої другого плану
- Лі Юн Чжі у ролі Ші Кьон Джін
- Ан Гіль Кан у ролі Ма Ду Сіка
- Лі Бьон Джун у ролі завуча Ші Бом Су
- Чхве Іль Хва у ролі Хьон Му Джіна, (батька Чін Гука)
- Кім Хьон Джун у ролі Кім Хьон Джуна (1 серія)
- Ан Со Хьон у ролі Ко Хе Сан, (молодшої сестри Хе Мі)

## Нагороди
| Рік  | Нагорода                                        | Категорія                                      | Отримувач                                                | Результат |
| ---- | ----------------------------------------------- | ---------------------------------------------- | -------------------------------------------------------- | --------- |
| 2011 | 47-ма Премія Пексан                             | Кращий новий режисер телебачення               | Лі Ин Бок                                                | Номінація |
| 2011 | 47-ма Премія Пексан                             | Кращий новий актор телебачення                 | Кім Су Хьон                                              | Номінація |
| 2011 | 47-ма Премія Пексан                             | Кращий новий актор телебачення                 | Пак Чін Йон                                              | Номінація |
| 2011 | 47-ма Премія Пексан                             | Краща нова акторка телебачення                 | Пе Сюзі                                                  | Номінація |
| 2011 | 47-ма Премія Пексан                             | Популярний актор телебачення                   | Кім Су Хьон                                              | Номінація |
| 2011 | 47-ма Премія Пексан                             | Популярний актор телебачення                   | Пак Чін Йон                                              | Номінація |
| 2011 | 47-ма Премія Пексан                             | Популярна акторка телебачення                  | Пе Сюзі                                                  | Номінація |
| 2011 | 47-ма Премія Пексан                             | Популярна акторка телебачення                  | IU                                                       | Номінація |
| 2011 | 47-ма Премія Пексан                             | Популярна акторка телебачення                  | Хам Ин Чон                                               | Номінація |
| 2011 | 4-та Премія Корейської драми                    | Кращий автор                                   | Пак Хьо Рин                                              | Номінація |
| 2011 | 4-та Премія Корейської драми                    | Кращий актор другого плану                     | Ом Кі Джун                                               | Номінація |
| 2011 | 4-та Премія Корейської драми                    | Краща акторка другого плану                    | Лі Юн Джі                                                | Номінація |
| 2011 | 4-та Премія Корейської драми                    | Кращий новий актор                             | Кім Су Хьон                                              | Перемога  |
| 2011 | 4-та Премія Корейської драми                    | Краща нова акторка                             | Пе Сюзі                                                  | Номінація |
| 2011 | 4-та Премія Корейської драми                    | Нагорода за популярність                       | Кім Су Хьон                                              | Перемога  |
| 2011 | 6-та Сеульська міжнародна премія драми          | Кращий мінісеріал                              | «Одержимі мрією»                                         | Номінація |
| 2011 | 13-та Премія Mnet Asian Music                   | Кращий OST                                     | "Someday" - IU                                           | Номінація |
| 2011 | Премія SKY PerfecTV!                            | Головний приз                                  | «Одержимі мрією»                                         | Перемога  |
| 2011 | Премія SKY PerfecTV!                            | Зірка Корейської хвилі                         | Кім Су Хьон                                              | Перемога  |
| 2011 | 5-ий Токійський міжнародний фестиваль драми     | Спеціальна нагорода іноземній драмі            | «Одержимі мрією»                                         | Перемога  |
| 2011 | 3-тя Музична премія Bugs                        | OST року                                       | "My Valentine" - Ок Тхек Йон та Нікхун feat. Пак Чін Йон | Перемога  |
| 2011 | 25-та Премія KBS драма                          | Нагорода за майстерність (акторка мінісеріалу) | Пе Сюзі                                                  | Номінація |
| 2011 | 25-та Премія KBS драма                          | Кращий новий актор                             | Кім Су Хьон                                              | Перемога  |
| 2011 | 25-та Премія KBS драма                          | Кращий новий актор                             | Пак Чін Йон                                              | Номінація |
| 2011 | 25-та Премія KBS драма                          | Краща нова акторка                             | Пе Сюзі                                                  | Перемога  |
| 2011 | 25-та Премія KBS драма                          | Краща нова акторка                             | IU                                                       | Номінація |
| 2011 | 25-та Премія KBS драма                          | Краща акторка другого плану                    | Лі Юн Джі                                                | Перемога  |
| 2011 | 25-та Премія KBS драма                          | Краща юна акторка                              | Ан Со Хьон                                               | Номінація |
| 2011 | 25-та Премія KBS драма                          | Нагорода за популярність                       | Кім Су Хьон                                              | Перемога  |
| 2011 | 25-та Премія KBS драма                          | Нагорода за популярність                       | Пе Сюзі                                                  | Номінація |
| 2011 | 25-та Премія KBS драма                          | Краща пара                                     | Кім Су Хьон та Пе Сюзі                                   | Перемога  |
| 2011 | 25-та Премія KBS драма                          | Краща пара                                     | Ок Тхек Йон та Пе Сюзі                                   | Номінація |
| 2011 | 25-та Премія KBS драма                          | Краща пара                                     | Чан У Йон та IU                                          | Номінація |
| 2011 | Цифрова музична премія Cyworld                  | композиція місяця (лютий)                      | "Dreaming" - Кім Су Хьон                                 | Перемога  |
| 2012 | Золота троянда                                  | Золота троянда в категорії Юність              | «Одержимі мрією»                                         | Перемога  |
| 2012 | 7-ма Сеульська міжнародна премія драми          | Видатна Корейська драма                        | «Одержимі мрією»                                         | Номінація |
| 2012 | 7-ма Сеульська міжнародна премія драми          | Видатна корейська акторка                      | Пе Сюзі                                                  | Номінація |
| 2013 | Премія Вибір студентів Університету Санта-Томас | Кращий іноземний серіал                        | «Одержимі мрією»                                         | Перемога  |